# Južna Keljtma
Južna Keljtma (rus. Южная Кельтма) je rijeka u Permskom kraju u Rusiji.
Lijeva je pritoka rijeke Kame.
Duga je 172 km, a površina njena porječja je 5.270 km².
Izvor njenoj vodi je raznolik, ali prevladavajući je otopljeni snijeg. Izvire u republici Komi, 12 km od nekadašnje tromeđe s Komi-Permjačkim autonomnim okrugom i Permskom oblasti (potonja dva su ujedinjena u Permski kraj).
Ne prolazi kroz puno većih naseljenih mjesta; ističe se Oljhovka. Ulijeva se u Kamu 1.060 od njenog ušća — 6 km nizvodno, sjeverno od naselja Čepeca. Ušće rijeke je razdijeljeno na nekoliko rukavaca.
U prosjeku se zamrzava početkom studenoga, a odmrzava se koncem travnja.
Glavna pritoka joj je rijeka Timšor (ruski: Тимшор), koja se u nju ulijeva 12 km istočno od naselja Pernati.